# 1914 في فنزويلا
فيما يلي قوائم الأحداث التي وقعت خلال عام 1914 في فنزويلا.

## سياسة

### انتهاء فترة المنصب
- 19 أبريل – جوزيه جيل فورتول رئيس فنزويلا.

## مواليد

### أبريل
- 25 أبريل – ماركوس بيريز خيمينيز جندي فنزويلي.

## وفيات

### يونيو
- 26 يونيو – أنطونيو هيريرا تورو (مواليد 1857) فنان فنزويلي.